# Думли-Беньи
Думли́-Беньи́ (фр. Doumely-Bégny) — коммуна во Франции, находится в регионе Шампань — Арденны. Департамент — Арденны. Входит в состав кантона Шомон-Порсьен. Округ коммуны — Ретель.
Код INSEE коммуны — 08143.
Коммуна расположена приблизительно в 170 км к северо-востоку от Парижа, в 75 км севернее Шалон-ан-Шампани, в 34 км к юго-западу от Шарлевиль-Мезьера.

## Население
Население коммуны на 2008 год составляло 96 человек.
| 1962 | 1968 | 1975 | 1982 | 1990 | 1999 | 2008 |
| ---- | ---- | ---- | ---- | ---- | ---- | ---- |
| 131  | 138  | 81   | 78   | 77   | 86   | 96   |

## Администрация
| Период | Период | Фамилия        | Партия | Должность |
| ------ | ------ | -------------- | ------ | --------- |
| 2001   | 2008   | Бернар Ледубль |        |           |
| 2008   |        | Поль Байи      |        |           |

## Экономика
В 2007 году среди 61 человека в трудоспособном возрасте (15—64 лет) 33 были экономически активными, 28 — неактивными (показатель активности — 54,1 %, в 1999 году было 61,3 %). Из 33 активных работали 29 человек (18 мужчин и 11 женщин), безработных было 4 (1 мужчина и 3 женщины). Среди 28 неактивных 2 человека были учениками или студентами, 14 — пенсионерами, 12 были неактивными по другим причинам.

## Достопримечательности
- Церковь Сен-Реми.
- Замок Думли[англ.] (XV век). Памятник истории с 1984 года.[3]

## Фотогалерея

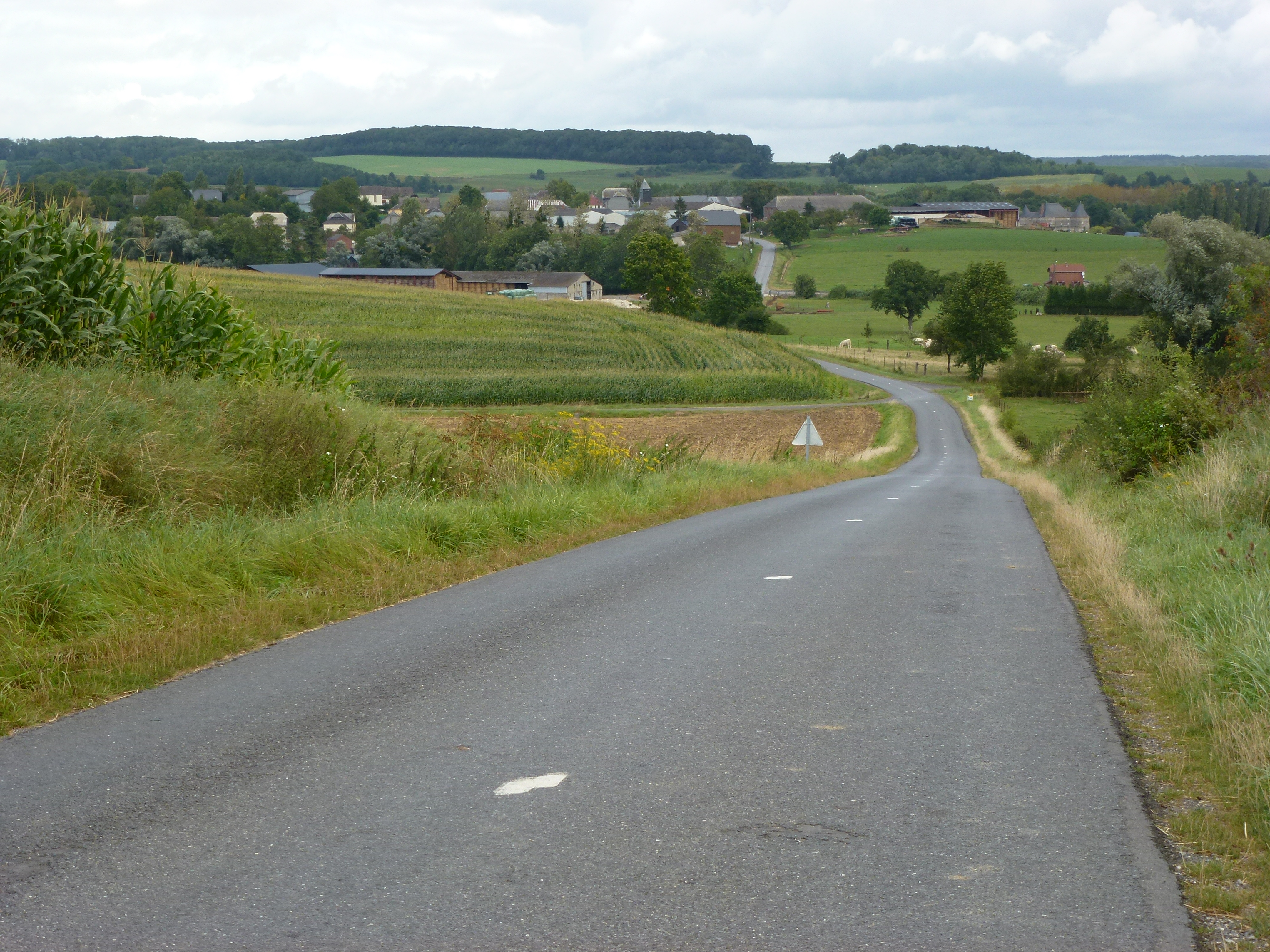
Думли-Беньи
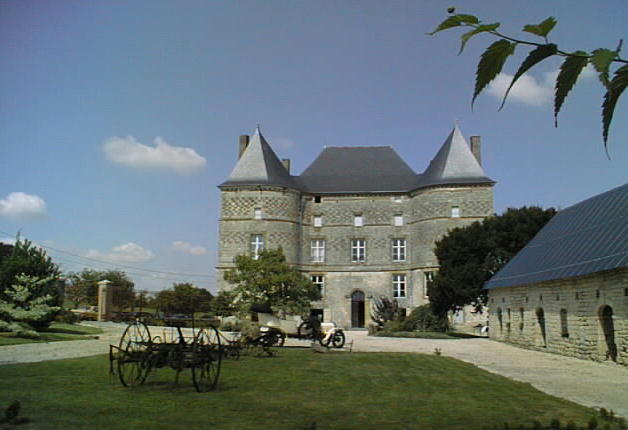
Замок Думли
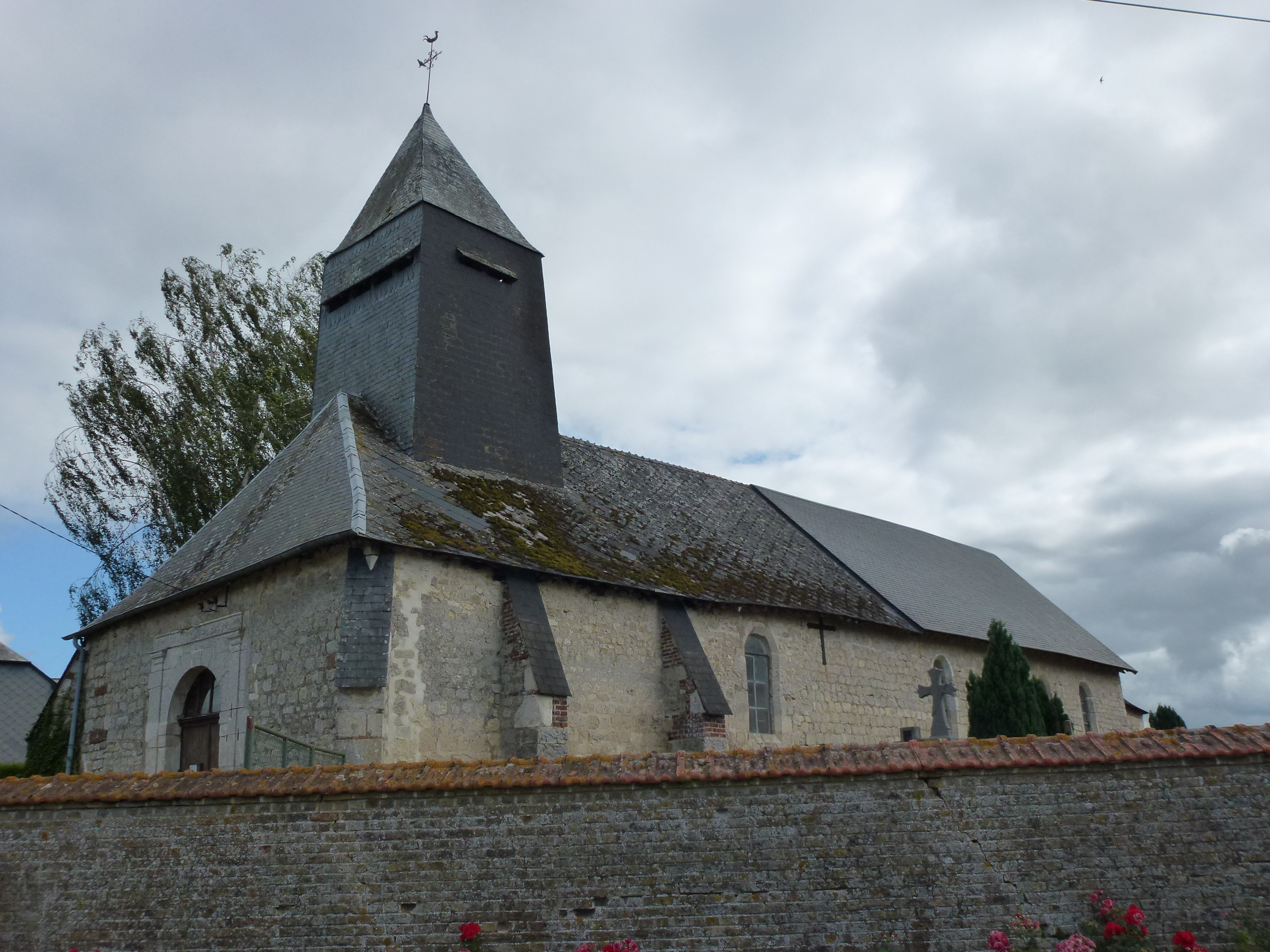
Церковь Сен-Реми
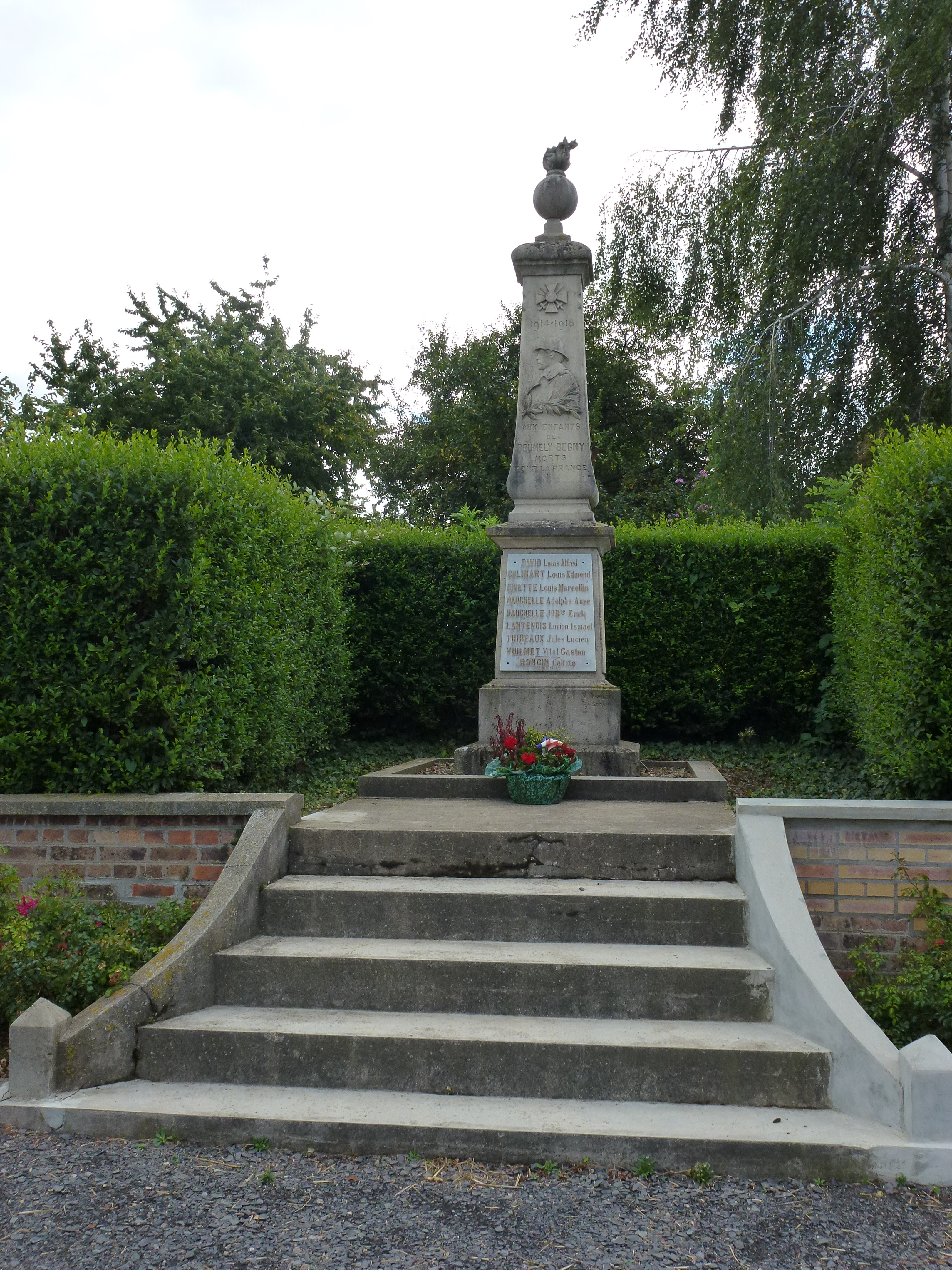
Памятник погибшим в Первой мировой войне